# Nelson Moliné Espino
Nelson Moliné Espino là nhà bất đồng chính kiến người Cuba. Ông là chủ tịch của "Liên đoàn thợ thuyền Dân chủ Cuba" (Confederación de Trabajadores Democráticos de Cuba) và là đảng viên của "Đảng 30 tháng 11" (Partido 30 de noviembre).
Ông đã bị chính quyền Cuba bắt trong vụ mùa Xuân đen năm 2003 và bị tuyên án 20 năn tù. Tổ chức Ân xá Quốc tế đã gọi ông là tù nhân lương tâm